# 休斯湖 (加利福尼亞州)
休斯湖（英語：Lake Hughes）是位於美國加利福尼亞州洛杉磯縣的一個人口普查指定地區。

## 地理
休斯湖的座標為34°41′23″N 118°26′27″W / 34.68972°N 118.44083°W，而該地最高點為海拔高度984米（即3228英尺）。

## 人口
根據2010年美國人口普查的數據，休斯湖的面積為27.680平方千米，當中陸地面積為27.514平方千米，而水域面積為0.166平方千米。當地共有人口649人，而人口密度為每平方千米23人。